# Till Wonka

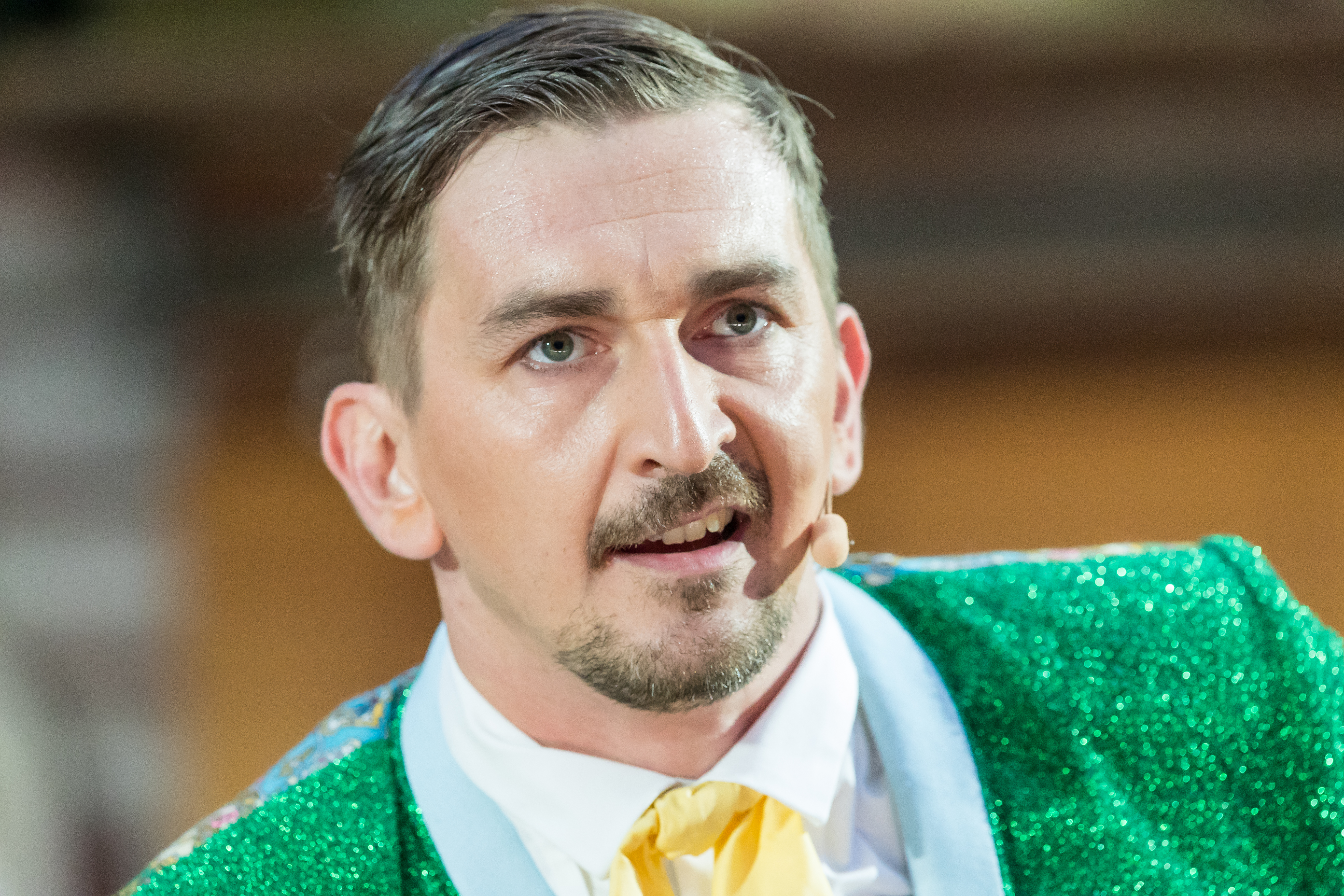
Till Wonka 2017 als Leutnant Stern bei den Nibelungenfestspielen

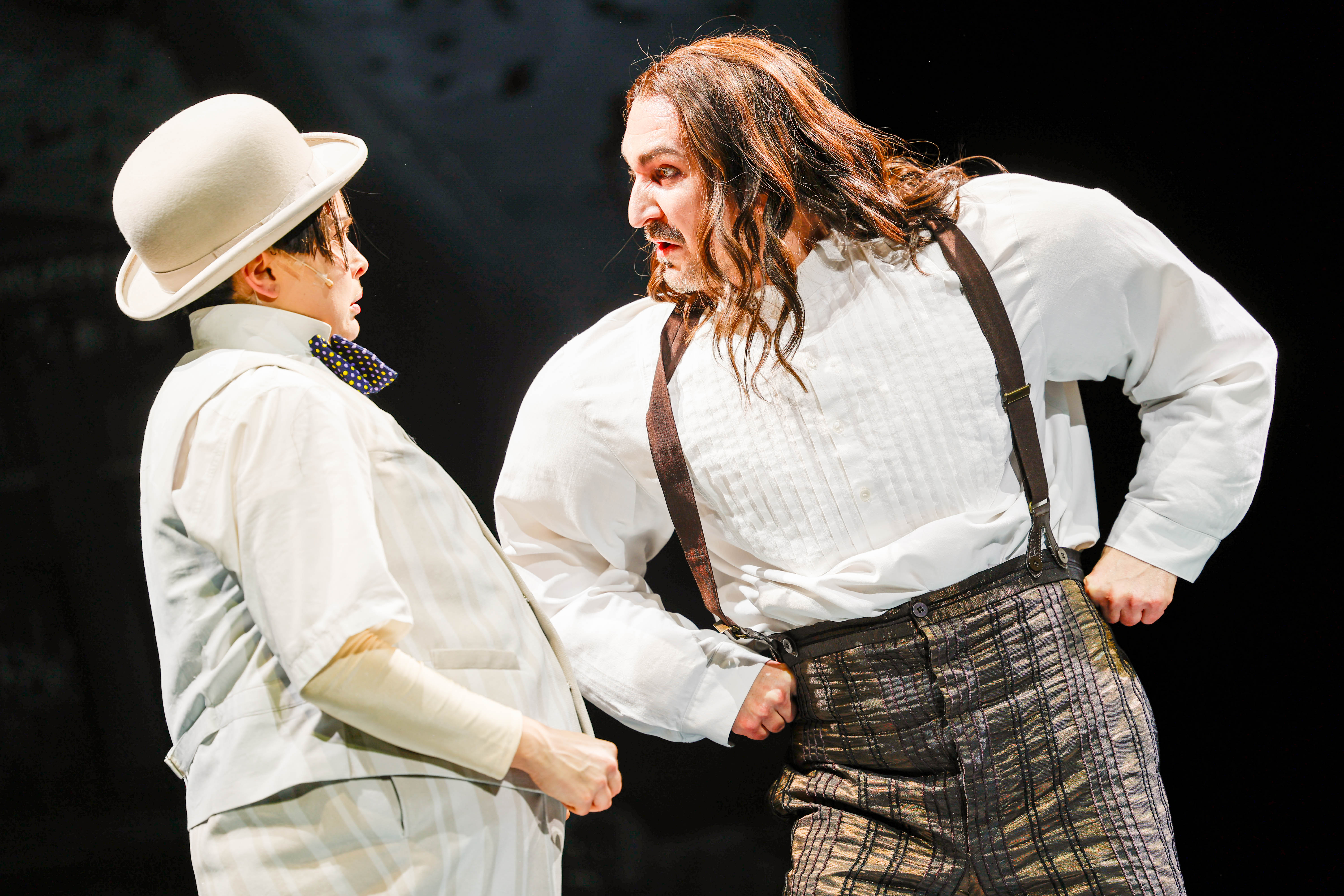
Till Wonka (r) in Der Untertan, Maxim Gorki Theater (2023)

Till Wonka (geboren 1982 in Dresden) ist ein deutscher Theater- und Fernseh-Schauspieler.

## Leben
Till Wonka absolvierte bis 2006 sein Schauspielstudium an der Hochschule für Musik und Theater „Felix Mendelssohn Bartholdy“ Leipzig.
Er erhielt Engagements am Schauspielhaus Leipzig, am Staatstheater Stuttgart und am Düsseldorfer Schauspielhaus, wo er unter anderem Hauptrollen in Stücken wie Romeo und Julia, Hamlet, Die Macht der Finsternis, Titus Andronicus oder Homers Ilias spielte. Wonka erhielt Solopreise 2005 beim Schauspielschultreffen in Frankfurt/Main und 2006 beim internationalen Schauspielschultreffen in Bratislava. Zudem 2013 einen Ensemblepreis beim NRW Theatertreffen.
Seit August 2013 ist er festes Ensemble-Mitglied am Maxim Gorki Theater in Berlin.
Im Münchner Jubiläumstatort Mia san jetz da wo's weh tut spielt er die Rolle des „schmierigen Bösewichts“ Roman Czernik. In der zum 50-jährigen Jubiläum der Reihe Polizeiruf 110 ausgestrahlten Folge An der Saale hellem Strande, verkörpert Wonka die Rolle des Maik Gerster, „bei dem die Kohle einfach nie reicht für ein normales Leben – und der deswegen schon mal ausrasten kann“.

## Filmografie (Auswahl)
- 2011: Tatort – Die Ballade von Cenk und Valerie, ARD, Regie: Matthias Glasner
- 2012: Schlicht und ergreifend, RBB, Regie: Karl Hagen Stötzer
- 2015: Tatort: – Auf einen Schlag, ARD, Regie: Richard Huber
- 2016: Beat Beat Heart, Regie: Luise Brinkmann
- 2016: Tatort – Mia san jetzt da wo's weh tut, ARD, Regie: Max Färberböck
- 2016: Tschick, Regie: Fatih Akin
- 2017: SOKO Leipzig – Endstation Hostel, ZDF, Regie: Herwig Fischer
- 2017: Polizeiruf 110: Einer für alle, alle für Rostock, ARD, Regie: Matthias Tiefenbacher
- 2017: Tatort – Am Ende geht man nackt, ARD, Regie: Markus Imboden
- 2018: Der Zürich-Krimi – Borchert und die letzte Hoffnung, ARD, Regie: Roland Suso Richter
- 2018: Marie Brand und der Duft des Todes, ZDF, Regie: Michael Zens
- 2018: Nachthall, Filmuniversität Babelsberg, Regie: Victoria Schulz
- 2019: Morden im Norden – Wer Hass sät, ARD, Regie: Holger Schmidt
- 2019: Tatort: Die Pfalz von oben, ARD, Regie: Brigitte Maria Bertele
- seit 2021: SOKO Leipzig (Fernsehserie), ZDF
  - 2021: Das ewige Leben, Teil 1 und 2
  - 2021: Für Luise
  - 2022: Mutprobe, Teil 2
  - 2022: Schlüssel zur Wahrheit
- 2021: Kommissar Dupin – Bretonische Spezialitäten, ARD, Regie Bruno Grass
- 2021: Polizeiruf 110: An der Saale hellem Strande, ARD, Regie: Thomas Stuber
- 2021: Trümmermädchen, Regie: Oliver Kracht
- 2021: Wolfsland – Die traurigen Schwestern, ARD, Regie: Hannu Salonen
- 2022: SOKO Hamburg – Hafennixen (Fernsehserie)
- 2022: Stralsund: Das Manifest (Fernsehreihe), ZDF, Regie: Alexander Dierbach
- 2022: Stralsund: Medusas Tod (Fernsehreihe), ZDF, Regie: Alexander Dierbach
- 2022: McLenBurger – 100% Heimat, ARD, Regie: Markus Herling
- 2022: Theresa Wolff – Waidwund (Fernsehreihe), ZDF
- 2023: Ostfrieslandkrimis (Fernsehreihe) – Ostfriesenmoor, ZDF, Regie: Marcus O. Rosenmüller
- 2024: Zeit zu beten. Ein Krimi aus Passau (Fernsehreihe)
- 2024: Verbrannte Erde, Regie: Thomas Arslan
- 2024: Wendland: Stiller und der rote Faden
- 2024: Die Ermittlung
- 2024: Herrhausen – Der Herr des Geldes (Miniserie), ARD, Regie:  Pia Strietmann
- 2025: Praxis mit Meerblick: Verlobung mit Hindernissen (Fernsehreihe)

## Theater (Auswahl)
Maxim Gorki Theater 
- 2014: Woyzeck, Regie Mirko Borscht
- 2015: Die Bakchen, Regie Miloš Lolić
- 2015: Je suis Jeanne d'Arc, Regie Mikael Serre
- 2015: Tage des Widerstands, Regie Hans Werner Kroesinger
- 2015: Gott die Erlösung, Regie Gerasimos Bekas
- 2016: Der Auftrag, Regie Mirko Borscht
- 2016: Der Untergang der Nibelungen – The Beauty Of Revenge, Regie Sebastian Nübling
- 2016: Othello, Regie Christian Weise
- 2017: Celan mit der Axt, Regie Sapir Heller
- 2017: The making-of, Regie Nora Abdel-Maksoud
- 2017: Dickicht, Regie Sebastian Baumgarten
- 2017: Zement, Regie Sebastian Baumgarten
- 2018: Die Gerechten, Regie Sebastian Baumgarten
- 2018: Die Letzten, Regie András Dömötör
- 2018: Gorki – Alternative für Deutschland?, Regie Oliver Frljić
- 2019: Anna Karenina oder Arme Leute, Regie Oliver Frljić
- 2020: Schwarzer Block, Regie Sebastian Nübling
- 2020: Maria, Regie Nurkan Erpulat
- 2021: Tschewengur, Regie Sebastian Baumgarten
- 2022: Operation Mindfuck, Regie Yael Ronen
- 2023: Amerika, Regie Sebastian Baumgarten
- 2023: Der Untertan, Regie Christian Weise
- 2024: Linkerhand, Regie Sebastian Baumgarten

 Weitere Spielstätten 
- 2000: Die Maßnahme, Regie Carsten Ludwig, Staatsschauspiel Dresden
- 2004: Sonnenallee, Regie Ralph Reichel, Theater Chemnitz
- 2005: Schade dass sie eine Hure war, Regie Sascha Hawemann, Theater Chemnitz
- 2007: Der Kaufmann von Venedig, Regie Wolfgang Engel, Schauspielhaus Leipzig
- 2008: Fremdes Haus, Regie Annette Pullen, Staatstheater Stuttgart
- 2009: Hamlet, Regie Volker Lösch, Staatstheater Stuttgart
- 2010: Romeo und Julia, Regie Catja Baumann, Staatstheater Stuttgart
- 2011: Dantons Tod, Regie Nuran David Calis, Staatstheater Stuttgart
- 2012: Der zerbrochene Krug, Regie Dušan David Pařízek, Düsseldorfer Schauspielhaus
- 2013: Kasimir und Karoline, Regie Nurkan Erpulat, Düsseldorfer Schauspielhaus
- 2017: GLUT.Siegfried von Arabien, Regie Nuran David Calis, Nibelungenfestspiele Worms